# Borlänge
Borlänge je město ve středním Švédsku. Žije v něm přibližně 44 tisíc obyvatel a je největším sídlem v provincii Dalarna (hlavním městem je ale Falun). Leží na řece Dalälven asi 200 km severozápadně od Stockholmu, nadmořská výška činí 151 m.

## Historie
První písemná zmínka pochází z roku 1390. Rozvoj nastal v souvislosti s těžbou a zpracováním železné rudy: v sedmdesátých letech byly vybudovány železárny Domnarvets Jernverk a otevřeno železniční spojení s Falunem. Počet obyvatel rostl, v roce 1891 se Borlänge stalo městysem a v roce 1944 obdrželo po spojení se sousedními osadami městská práva. Od roku 1971 je správním sídlem stejnojmenné obce. Útlum metalurgického a papírenského průmyslu koncem dvacátého století vedl k poklesu životní úrovně a přeorientování místní ekonomiky na terciární sektor, nachází se zde hlavní ředitelství švédské dopravní správy Trafikverket. Nedaleko města se nachází letiště Dala a velké nákupní centrum Kupolen. Více než pětinu obyvatel tvoří cizinci; sídliště Tjärna Ängar postavené v sedmdesátých letech v rámci akce Miljonprogrammet je vzhledem k vysokému podílu somálské populace známé jako „malé Mogadišo“, vznikla zde i somálská reprezentace v bandy.

## Kultura
Nachází se zde vědecké centrum Framtidsmuseet a jeden z kampusů Dalarnské vysoké školy. Významnou památkou je středověký chrám v městské části Stora Tuna, vybudovaný jako katedrála pro oblast Dalarny. Od roku 1999 se zde každoročně v létě koná jeden z největších švédských hudebních festivalů Peace & Love.

## Sport
Sídlí zde fotbalový klub IK Brage a hokejový Borlänge HF. Město hostilo mistrovství světa ve florbale žen 1999, koná se zde fotbalový turnaj Dalecarlia Cup.

## Osobnosti
- Daniel Mÿhr, hudebník
- Karolina Arewång-Höjsgaardová, orientační běžkyně
- Mando Diao, hudební skupina
- Matthias Ekholm, lední hokejista
- Miss Li, zpěvačka

## Partnerská města
- Prostějov